# Aphnaeus formosanus
Aphnaeus formosanus är en fjärilsart som beskrevs av Moore 1877. Aphnaeus formosanus ingår i släktet Aphnaeus och familjen juvelvingar. Inga underarter finns listade i Catalogue of Life.